# شکار هیولا ۲
شکار هیولا ۲ (انگلیسی: Monster Hunt 2) یک فیلم ماجراجویی به کارگردانی ریمن هویی است که در سال ۲۰۱۸ منتشر شد. این فیلم دنباله فیلم شکار هیولا ۱ است.

## داستان
ووبا در حال سفر در قلمرو هیولا است. نیروهای تیره تر پادشاه هیولای شرور در جستجوی ووبا هستند. آرامش در دنیای هیولا برقرار نمی شود. ووبا با تو و بن بن ، تیم هیولا ، آشنا می شود و آنها چندین بار ووبا را نجات می دهند...

## نقش ها
- تونی لیانگ در نقش تو سیگو
- بای بایه در نقش هوو شیاوُلان
- جینگ بوران در نقش سُنگ تیانیین
- لی یوچوئن در نقش جو جین جِن
- تونی یانگ در نقش یونچینگ
- هوانگ لی در نقش پزشک
- ساندرا نگ در نقش یینگ
- اریک تسانگ در نقش جوگائو
- وو موچو در نقش شیائوباوُزی